# Vera Menchik
Vera Frantsevna Menchik (tiếng Nga: Вера Францевна Менчик; tiếng Séc: Věra Menčíková; 16 tháng 2 năm 1906   - 26 tháng 6 năm 1944) là một người chơi cờ Anh-Tiệp Khắc-Nga, người đã trở thành nhà vô địch cờ vua nữ đầu tiên trên thế giới. Bà cũng đã tham gia các giải đấu cờ vua với một số kiện tướng nam hàng đầu thế giới, với những thành công không thường xuyên bao gồm hai ván thắng trước nhà vô địch thế giới tương lai Max Euwe.